# Curtisia dentata
Curtisia dentata ist die einzige Art der monotypischen Gattung Curtisia und der Pflanzenfamilie der Curtisiaceae innerhalb der Ordnung der Hartriegelartigen (Cornales). Sie ist im südlichen Afrika von Mosambik und Simbabwe bis Südafrika verbreitet.

## Beschreibung

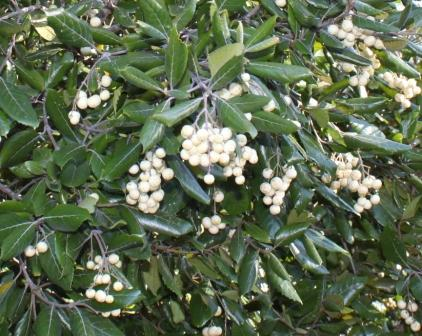
Curtisia dentata mit Früchten

Curtisia-Arten sind immergrüne, mittelgroße Bäume (18 Meter). Die gegenständigen Laubblätter sind einfach, ledrig und haben einen gesägten Blattrand. Nebenblätter fehlen.
In unterschiedlich gestalteten Blütenständen sind viele Blüten zusammengefasst. Die zwittrigen Blüten sind radiärsymmetrisch und vierzählig. Die vier Kelchblätter sind verwachsen. Es ist nur ein Kreis mit vier fertilen Staubblättern vorhanden. Vier Fruchtblätter sind zu einem unterständigen Fruchtknoten verwachsen mit einem Griffel und einer vierlappigen Narbe. 
Es wird eine bittere Steinfrucht gebildet mit einem Kern, der aus vier Samen besteht.
Die Chromosomenzahl beträgt 2n = 26.

## Vorkommen
Sie ist im südlichen Afrika von Mosambik und Simbabwe bis Südafrika verbreitet. Sie kommt in den südafrikanischen Provinzen Ostkap, Freistaat, KwaZulu-Natal, Mpumalanga sowie Limpopo vor. Sie gedeiht in immergrünen Wäldern von der Küste bis zu einer Höhenlage von 1800 Metern von der Kap-Halbinsel bis zum Simbabwe-Mosambik-Hochland.

## Systematik
Die Gattung Curtisia wurde 1789 durch William Aiton aufgestellt. Der botanische Gattungsname Curtisia ehrt William Curtis, den Gründer des Botanical Magazine.
Es gibt nur eine Art in der Gattung Curtisia und damit in der Familie:
- Curtisia dentata (Burm. f.) C.A.Sm. (Syn.: Curtisia faginea Ait., Curtisia fagifolia Salisb.)

Wenige Autoren sehen Curtisia faginea Ait. als eigene Art an.
Am nächsten verwandt ist die Familie der Grubbiaceae.